# Nematalosa
Nematalosa is een geslacht van straalvinnige vissen uit de familie van haringen (Clupeidae). Het geslacht is voor het eerst wetenschappelijk beschreven in 1917 door Regan.

## Soorten
- Nematalosa arabica Regan, 1917
- Nematalosa come (Richardson, 1846)
- Nematalosa erebi (Günther, 1868)
- Nematalosa flyensis Wongratana, 1983
- Nematalosa galatheae Nelson & Rothman, 1973
- Nematalosa japonica Regan, 1917
- Nematalosa nasus (Bloch, 1795)
- Nematalosa papuensis (Munro, 1964)
- Nematalosa persara Nelson & McCarthy, 1995
- Nematalosa resticularia Nelson & McCarthy, 1995
- Nematalosa vlaminghi (Munro, 1956)